# Necromentia
Necromentia è un film horror statunitense del 2009 diretto da Pearry Teo.

## Trama
Un uomo di nome Hagen, dopo violente visioni, si sveglia ferito in un corridoio sotterraneo. Sente la voce di sua moglie Elizabeth che la chiama, ma subito prende il coltello in mano, pronto per difendersi da qualsiasi minaccia. Invece di sua moglie, appare un uomo con una maschera a gas, rivelandogli che Elizabeth è morta e che sta soffrendo all'inferno per tutti i peccati commessi. Hagen poteva lasciarsi tutto alle spalle, se avesse voluto, ma non l'ha fatto, ecco perché anche lui si trova all'inferno.
Si rivive quindi la vita di Hagen, per comprendere come abbia fatto a trovarsi in quella situazione. Dopo la morte di Elizabeth – morta per non specificate ragioni – l'uomo crede che un giorno, la moglie ritornerà dal mondo dei morti e per questo tiene il tuo corpo il più pulito possibile; nonostante la degenerazione.  Una notte due uomini, entrano nel locale dove lui lavora come uomo delle pulizie, e gli rivelano che sanno che ha conservato il cadavere della moglie e che compie atti di Necrofilia ogni notte. L'uomo con i capelli lunghi, Travis, gli rivela anche che è in grado di far ritornare le anime dal mondo dei morti, visto che la morte non è nient'altro che la separazione dal corpo dall'anima. Ansioso di rivedere la moglie, Hagen accetta di far tornare lo spirito di Elizabeth dall'aldilà. L'uomo viene tuttavia ingannato, il vero obiettivo di Trevor non è far tornare la Elizabeth dall'altro mondo, ma di mandare lo stesso Hagen all'inferno – perché non c'è nessuno che meriti il paradiso – per recuperare l'anima della moglie, e di scoprire com'è fatto realmente l'inferno. Hagen viene quindi marchiato dietro la schiena, e mandato all'inferno. Inizia quindi a parlare con colui che indossa la maschera a gas, che gli dice che non può mai desiderare pace, visto che fin a quel momento lo ha soltanto ferito ed è stata la causa delle sue lacrime. Appare quindi un mostro orrendo, che uccide Hagen senza alcuna pietà.
11 Mesi prima: Trevor, ha alcuni problemi finanziari, e chiede di ricevere più soldi per via del testamento dei genitori; ma i suoi tentativi sono vani. Tornato nella sua casa, si prende cura del fratello minore Thomas, paralizzato parzialmente e sotto una forma di autismo. Quando l'uomo va al lavoro, nella mente del ragazzo appare il Sig. Skinny, un uomo vestito da maiale e imbrattato di sangue che invita il povero Thomas al suicidio. Il disturbante lavoro di Trevor, non è altro che torturare giovane ragazze per il loro strano e incontrollato piacere. Una delle sue cliente, gli dà una bottiglia che se bevuta, gli impedirà di desiderare altra eroina. Quando se lo inietta, tuttavia, qualcuno gli chiede aiuto, un uomo dalla carnagione pallida. Svegliato, si dirige a casa, dove arriva in tempo per fermare Thomas, in procinto di suicidarsi. Dopo aver chiesto aiuto a degli amici, Trevor ha un'ennesima visione, dove l'uomo pallido, gli ripete che ha bisogno del suo aiuto, perché lui è un essere debole, ha perso la voglia di vivere e odia se stesso, e di conseguenza il suo spirito è facile da controllare. Gli nomina infine Thomas, rivelandogli che è in grave pericolo. Lasciato Thomas con un suo amico, Trevor incomincia ad auto infliggersi ferite per il semplice piacere di farlo. Tornato a casa, trova l'amico morto e il fratello scomparso. Una nuova visione dell'uomo pallido – che sembra un vero e proprio demone - , lo informa che il fratello si è semplicemente scomparso, se lui lo riporterà in vita, attraverso l'arte della Negromanzia, l'uomo pallido gli farà rivedere suo fratello.  Trevor, fa come richiesto, e il demone Morbius ha il completo controllo del corpo dell'amico. Gli dice poi di andare da un certo Hager, così la sua vendetta sarà completa.
Dopo la morte di Hager, Trevor chiede di rivedere il fratello. Un bambino che assomiglia al fratello, anche lui con una maschera a gas, gli dice che se intende vedere Thomas, dovrà sacrificare la sua anima, e rimanere all'aldilà. L'uomo si oppone, e tenta anche di combattere il mostro che precedentemente ha ucciso Hager, ma viene sconfitto ed è costretto a rimanere all'inferno.
Marbius, non è sempre stato un demone assettato di vendetta, prima era un umano. Aveva una relazione con Elizabeth, che stava pian piano degenerando. Essere muto, non gli ha mai causato problemi e lavora come barista, dove incontra un Trevor ubriaco il quale gli accenna del fratello. Marbius, contrariamente a quanto si possa pensare, è stato un uomo gentile e dolce, la sua malvagità è sbocciata quando Elizabeth, insieme al suo amante, Hager, intendono ucciderlo per "evitare che il suo cuore si spezzasse" di fronte quel tradimento. Dopo che il veleno non ha l'effetto dovuto, ha inizio uno scontro tra Marbius e Elizabeth, dopo che quest'ultima gli rivela che il figlio non è suo. Elizabeth viene uccisa da Marbius, e quest'ultimo viene ucciso da Hager. L'uomo si risveglia poi all'inferno, dove fa la conoscenza di un uomo con la maschera a gas, che gli offre la vendetta da lui tanto aspettata. Marbius accetta, di conseguenza si trasforma prima nell'uomo pallido apparso a Trevor, e successivamente nella Bestia che ha ucciso Hager.